# Кукова Острва на Олимпијским играма
Кукова Острва су се први пут појавили на Олимпијским играма 1988. године. После тога Тонга је слала своје спортисте на све наредне касније одржане Летње олимпијске игре.
На Зимским олимпијским играма спортисти са Кукових Острва никада нису учествовали. Представници Кукових Острва су закључно са Олимпијским играма одржаним 2008. године у Пекингу нису освојили ни једну олимпијску медаљу.
Национални олимпијски комитет Кукових Острва (Cook Islands Sports and National Olympic Committee) је основан 1987. а признат од стране Међународног олимпијског комитета исте године.
Кукова су једина од три зависна острва Новог Зеланда која се такмиче на олимпијским играма, друга два су Нијуе и Токелау.

## Медаље

### Освојене медаље на ЛОИ
| Учешће и освојене медаље Кукових Острва на ЛОИ |                     |        |      |      |        |       |        |        |        |      |
| ЛОИ                                            | Носилац заставе     | Учешће | Муш. | Жене | спорт. | Злато | Сребро | Бронза | Укупно | Ранг |
| 1988. Сеул                                     |                     |        |      |      |        | 0     | 0      | 0      | 0      |      |
| 1992. Барселона                                |                     |        |      |      |        | 0     | 0      | 0      | 0      |      |
| 1996. Атланта                                  |                     |        |      |      |        | 0     | 0      | 0      | 0      |      |
| 2000. Сиднеј                                   |                     |        |      |      |        | 0     | 0      | 0      | 0      |      |
| 2004. Атина                                    |                     |        |      |      |        | 0     | 0      | 0      | 0      |      |
| 2008. Пекинг                                   |                     |        |      |      |        | 0     | 0      | 0      | 0      |      |
| 2012. Лондон                                   |                     |        |      |      |        | 0     | 0      | 0      | 0      |      |
| 2016. Рио де Жанеиро                           |                     |        |      |      |        | 0     | 0      | 0      | 0      |      |
| 2020. Токио                                    |                     |        |      |      |        |       |        |        |        |      |
| 2024. Париз                                    |                     |        |      |      |        |       |        |        |        |      |
| 2028. Лос Анђелес                              | предстојећи догађај |        |      |      |        |       |        |        |        |      |
| 2032. Бризбејн                                 | предстојећи догађај |        |      |      |        |       |        |        |        |      |
| Укупно                                         |                     |        |      |      |        | 0     | 0      | 0      | 0      |      |